# Meimad
Meimad (hebraisk מימד, akronym for מדינה יהודית, מדינה דמוקרטית, Medina Jehudit, Medina Demokratit, dvs. "jødisk stat, demokratisk stat") er et venstreorienteret israelsk parti, grundlagt som organisation i 1988 af rabbineren Yehuda Amital og som parti i 1999. Partiet er optaget af at forene jødisk lov, Halakha, med demokratiske principper, og fremstiller sig som et religiøst, zionistisk alternativ til Det nationalreligiøse parti.
Partiet samarbejder ofte med Arbejderpartiet, og indgik i 1999 et valgsamarbejde med dette. Med undtagelse af i religiøse spørgsmål står partiet for mange af de samme værdier som socialdemokratiske partier. I konflikten mellem Israel og palæstinenserne har partiet et centrumsorienteret ståsted.
Den tidligere dansk-norske overrabbiner, Michael Melchior, har været leder for Meimad siden 1996, og har siden 1999 repræsenteret partiet i Knesset. Han havde forskellige funktioner i regeringen i perioden 1999–2006.
Under Melchiors ledelse har Meimad bevæget sig til venstre, særligt i indenrigspolitikken. Partiet fik flere bystyremedlemmer i Tel Aviv ved valget i 2003. I Haifa samarbejder Meimad med partiet Meretz-Yachad.